# Площадь Ильича
«Пло́щадь Ильича́» — станция Московского метрополитена на Калининской линии. Связана пересадкой с станцией Римская на Люблинско-Дмитровской линии. Расположена на территории района Таганский (ЦАО) под площадью Рогожская Застава. Своё название станция получила по старому наименованию площади. Открыта 30 декабря 1979 года в составе участка «Марксистская» — «Новогиреево». Пилонная трёхсводчатая глубокого заложения с одной островной платформой.

## История и происхождение названия
Была открыта 30 декабря 1979 года в составе участка «Марксистская» — «Новогиреево», после ввода в эксплуатацию которого в Московском метрополитене стало 114 станций. Название дано по расположенной на поверхности площади Ильича (ныне — площадь Рогожская Застава). В проекте станция носила название «Застава Ильича».
В 1991 году станцию предлагали переименовать в «Рогожскую».

## Вестибюли и пересадки
Выход в город осуществляется через подземный вестибюль на площадь Рогожской заставы, шоссе Энтузиастов, к платформе Серп и Молот Горьковского направления Московской железной дороги, а также на Рогожский и Золоторожский валы.
В центре зала находится переход на станцию «Римская». Рядом со станцией расположены станция Серп и Молот МЦД-4 и остановки наземного общественного транспорта.
Со станции будет пересадка на станцию Москва-Товарная-Курская второго московского центрального диаметра МЦД-2.

## Архитектура и оформление
Конструкция станции — пилонная трёхсводчатая глубокого заложения (глубина заложения — 46 метров), сооружена из сборной чугунной обделки по типовому проекту. Своды поддерживаются восемью массивными пилонами.
Пилоны станции облицованы красным мрамором «салиети». Пол выложен серым, чёрным и красным гранитом («савасайский», «герман» и «габбро»). Путевые стены отделаны белым мрамором «коелга».
Станция «Площадь Ильича» — одна из самых интересных в палеонтологическом плане станций метро. Колонны на ней отделаны красным мрамором (мраморовидным известняком), в котором очень часто встречаются окаменелости.
На торцовой стене центрального зала укреплён барельеф В. И. Ленина (скульптор — Н. В. Томский).

## Галерея
| - Центральный зал - Посадочная платформа - Название станции на путевой стене - Выход в город |

## Наземный общественный транспорт
На этой станции можно пересесть на следующие маршруты городского пассажирского транспорта:
- Автобусы: м6, 40, 125, 340, 360, 365, 567, с636, т53, н4
- Трамваи: 2, 12, 38, 46

## Станция в цифрах
- Таблица времени прохождения первого поезда через станцию[8]:

| По чётным числам                 | Будние дни | Выходные дни |
| По нечётным числам               | Будние дни | Выходные дни |
| В сторону станции «Марксистская» | 05:45:00   | 05:45:00     |
| В сторону станции «Марксистская» | 05:45:00   | 05:45:00     |
| В сторону станции «Авиамоторная» | 05:46:00   | 05:46:00     |
| В сторону станции «Авиамоторная» | 05:46:00   | 05:46:00     |

## Станция в литературе
- «Площадь Ильича» упоминается в постапокалиптическом романе Дмитрия Глуховского «Метро 2033». Согласно ему, руководство Гуляй-поля распространяла слухи об эпидемии на «Площади Ильича», чтобы подорвать торговлю Калининской конфедерации. Однако в реальности никакой эпидемии не происходило[9].
- В романе «Мраморный рай», изданном в рамках серии «Вселенная Метро 2033», «Площадь Ильича» предстаёт обыкновенной жилой станцией.